# Riikka Manner
Riikka Manner (født 24. august 1981) er siden 2009 finsk medlem af Europa-Parlamentet, valgt for Centerpartiet (Finland) (indgår i parlamentsgruppen ALDE).